# Veerakeralam
Veerakeralam es una ciudad y nagar Panchayat situada en el distrito de Coimbatore en el estado de Tamil Nadu (India). Su población es de 23841 habitantes (2011). Se encuentra a 5 km de Coimbatore.

## Demografía
Según el censo de 2011 la población de Veerakeralam era de 23841 habitantes, de los cuales 11850 eran hombres y 11991 eran mujeres. Veerakeralam tiene una tasa media de alfabetización del 89,98%, superior a la media estatal del 80,09%: la alfabetización masculina es del 93,49%, y la alfabetización femenina del 86,51%.